# インターロイキン-5
インターロイキン-5(Interleukin-5,IL-5)とはサイトカインの一種であり、液性免疫を制御するTh2サイトカインである。IL-5は当初、T細胞由来B細胞増殖分化因子(T-cell Replacing Factor,TRF)として発見された液性因子であり、好酸球分化因子、IgA産生促進因子などの名称でも呼ばれたが、のちにこれらはすべて同一の物質であることがわかった。通常二量体を形成して機能し、単量体では生理活性を示さない点が特徴的である。好酸球に対して主に作用を示し、分化・増殖を引き起こす。

## 遺伝子・分子構造

### 遺伝子
ヒトの遺伝子では5番染色体(5q23-31領域)にIL-3やIL-4、GM-CSFなどの遺伝子が近接して存在している。その中でIL-5をコードする遺伝子は5q31.1に位置しており(マウスではIL-5遺伝子は11番染色体のq腕にある)、4つのエキソンから構成される。IL-5遺伝子のプロモーター領域にはNFκBやAP-1、NFATなどの転写因子が結合する配列が存在し、IL-5の転写を制御している。

### 分子構造

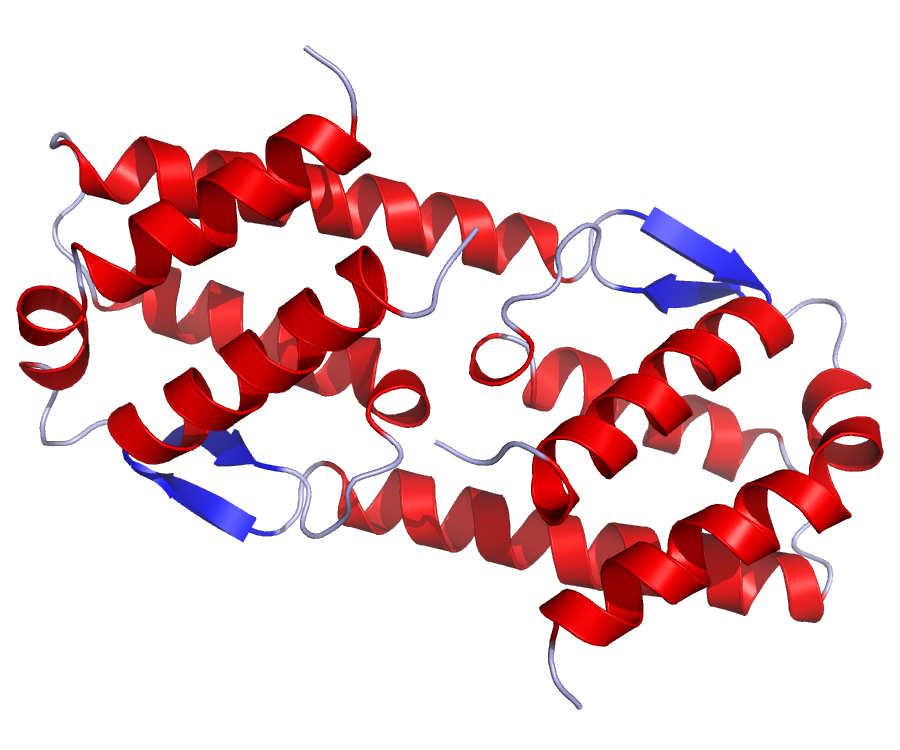
2量体を形成するインターロイキン-5。各分子内にはαヘリックス構造を4つ有している(図中赤色)。

IL-5のcDNAは1986年にマウスT細胞からクローニングが行われ、引き続いてヒトT細胞系白血病細胞からIL-5cDNAの単離が行われた。ヒトIL-5cDNAは134個のアミノ酸をコードしているが、そのうち19個はリーダー配列である。残りがコーディング配列であり、115個のアミノ酸からなる成熟IL-5をコードする。分子量は45-60kDaと幅広いが、これは糖鎖付加が原因である。IL-5はホモ二量体を形成することが知られており、IL-5分子間のジスルフィド結合によるものである。IL-5の構造中には4つのαヘリックス構造からなるヘリックスバンドル構造を含み、それぞれのα-ヘリックスはアミノ基側末端からA,B,C及びDと呼ばれる。各ヘリックス間にはループ構造がはさまれており、ヘリックスAとヘリックスB、ヘリックスCとヘリックスDはやや長めのループ1及びループ3によりつながれている。一方で、ヘリックスBとヘリックスCをつなぐループ2は短いターン構造である。カルボキシル基側にある領域(アミノ酸残基89-92)はヒトIL-5とマウスIL-5の間でよく保存されており、後述するIL-5受容体との結合に関与する。

## IL-5受容体とシグナル伝達
IL-5受容体はタイプIサイトカイン受容体ファミリーに属する細胞膜上に存在するタンパク質複合体である。IL-5受容体はIL-5受容体α鎖(CDw125)とβ鎖(CDw131)からなるヘテロ二量体であり、β鎖はIL-3受容体とGM-CSF受容体と共有であることから共通β鎖(βc)とも呼ばれる。IL-5に対する結合特異性はα鎖によって規定されており、α鎖はIL-5に対して低親和性であるのに対してβc鎖はそれ自体結合能を有していない。しかし、α鎖とβc鎖が複合体を形成した場合にIL-5に対して高い親和性を示すようになる。いずれの鎖も細胞外ドメインと膜貫通ドメイン、細胞内ドメインから構成されており、細胞内ドメインにシグナル伝達分子が結合してシグナルが発生する。IL-5受容体の選択的スプライシング産物である可溶性IL-5受容体α鎖(sIL-5Rα)もまたIL-5との結合能を有しているが、sIL-5Rα鎖はβc鎖と親和性がない。
受容体の細胞外ドメインにリガンドであるIL-5が結合すると、α鎖及びβc鎖細胞内ドメインに存在する特定のチロシン残基にリン酸化が生じ、それに引き続いて種々のシグナル伝達経路の活性化を引き起こす。IL-5によって活性化される経路として、Ras-MAPキナーゼ経路、JAK-STAT経路、PI3キナーゼ経路、Srcファミリーキナーゼなどが知られている。

## 生理活性
IL-5の標的細胞及び作用はマウスとヒトとでは異なる。マウスでは好酸球とB細胞に作用するが、ヒトでは好酸球及び好塩基球に作用し、B細胞に対する作用は弱い。
IL-5の作用の一つとしてB細胞の発生・分化が挙げられる。クラススイッチが終了した分泌型IgA(sIgA)陽性B細胞が抗体産生能を有する形質細胞に最終分化する段階にTh2サイトカインであるIL-5及びIL-6が関与している。
また、好酸球は好中球と同様にCD34陽性造血前駆細胞由来の細胞であるが、IL-5が作用することにより前駆細胞から好酸球へと分化誘導が引き起こされることが知られている。分化の過程を終えた好酸球に対しても作用し、骨髄から血中への動員を行う。アレルギー疾患である気管支喘息では気道組織への好酸球浸潤にIL-5が関与している。

## IL-5阻害薬
- レスリズマブ(Reslizumab、SCH55700)
- メポリズマブ(Mepolizumab、SB240563)

いずれも抗IL-5モノクローナル抗体である。